# Liste des ministres sud-africains de l'Administration pénitentiaire
Les ministres de l'administration pénitentiaire (services correctionnels)  d'Afrique du Sud - anciennement ministres des prisons - sont compétents pour tous les sujets relatifs  à la gestion du système carcéral sud-africain. Le département des services correctionnels compte environ 34 000 employés et est responsable de l'administration de 240 prisons, qui accueille environ 189 748 détenus. Ce département ministériel a souvent été géré par le ministère de la justice.
Le ministère est situé au 124 WF Nkomo Street (church street) à Pretoria.

## Liste des ministres sud-africains des prisons, de l'administration pénitentiaire
| #   | Nom du ministre         |  | Nom du Ministère                                      | période                    | parti               |
| --- | ----------------------- |  | ----------------------------------------------------- | -------------------------- | ------------------- |
| 1.  | John Vorster            |  | Ministre de la police et des prisons                  | 1966 - 1967                | NP                  |
| 2.  | Petrus Cornelius Pelser |  | Ministre de la justice et des prisons                 | 1967 - 1974                | NP                  |
| 3.  | Jimmy Kruger            |  | Ministre des prisons, de la justice et de la police   | 1974 - 1979                | NP                  |
| 4.  | Kobie Coetsee           |  | Ministre de la justice et des services correctionnels | 1980–1991                  | NP                  |
| 5.  | Adriaan Vlok            |  | Ministre des prisons (services correctionnels)        | 1991 - 1994                | NP                  |
| 6.  | Sipo Mzimela            |  | Ministre des Affaires pénitentiaires                  | 1994 - 1998                | IFP                 |
| 7.  | Ben Skosana             |  | Ministre des Affaires pénitentiaires                  | 1998 - 2004                | ANC                 |
| 8.  | Ngconde Balfour         |  | Ministre des services correctionnels                  | 2004-2009                  | ANC                 |
| 9.  | Nosiviwe Mapisa-Nqakula |  | Ministre des services correctionnels                  | 11 mai 2009 - 12 juin 2012 | ANC                 |
| 10. | S'bu Ndebele            |  | Ministre des services correctionnels                  | 12 juin 2012 - 25 mai 2014 | ANC                 |
| 11  | Michael Masutha         |  | Ministre de la justice et des services correctionnels | 25 mai 2014 - 31 mai 2019  | ANC                 |
| 12  | Ronald Lamola           |  | Ministre de la justice et des services correctionnels | 31 mai 2019 - 30 juin 2024 | ANC                 |
| 13  | Pieter Groenewald       |  | Ministre des services correctionnels                  | depuis le 30 juin 2024     | Front de la liberté |